# شبهر (الرقة)
شبهر قرية سورية تتبع ناحية الجرنية في منطقة الثورة في محافظة الرقة. بلغ عدد سكانها 129 نسمة في عام 2004 حسب إحصاء المكتب المركزي للإحصاء.